# Loire (regija)
Regija Loire (francosko Pays de la Loire) je nekdanja severozahodna francoska regija ob Atlantskem oceanu, nastala kot umetna tvorba za potrebe njenega glavnega administrativnega mesta Nantes.

## Geografija
Regija leži v severozahodni Franciji ob Biskajskem zalivu. Ime je dobila po reki Loari, ki teče skozi njo in se pri Saint-Nazaireu izliva v Atlantski ocean. Na severozahodu meji na regijo Bretanjo, na severu na Spodnjo Normandijo, na vzhodu na regijo Center, na jugu pa na Poitou-Charentes.

## Zgodovina
Regija je nastala sredi 20. stoletja iz več nekdanjih zgodovinskih provinc. Jugozahodni del regije (večino departmaja Vendée) zavzema nekdanji severni Poitou, zahodni del regije (departma Loire-Atlantique, delno Vendée) pokriva južni del Bretanije, osrednji del Maine-et-Loire predstavlja Anjou, severovzhodni del z departmajema Mayenne in Sarthe pa zajema nekdanjo provinco Maine. Majhen delež pripada tudi provincam Perche in Touraine.
1. ↑  INSEE. »Produits intérieurs bruts régionaux et valeurs ajoutées régionallolà 2012«. Pridobljeno 4. marca 2014.